# 100PLUS
100PLUS（はんどれっど・ぷらす）は、フレイザー・アンド・ニーヴ（F&N）が1983年から 発売しているスポーツドリンク。主にマレーシア、シンガポールで販売されているが、その他のアジア諸国やカナダ、イギリス、オーストラリアなどの国でも買うことが出来る。スポーツドリンクとしては珍しく、炭酸飲料である。マレーシアやシンガポールでは、コカ・コーラ、スプライトやファンタなどと並ぶほど、ごく一般的な清涼飲料水として現地では親しまれている。2012年、マレーシアのスポーツドリンク市場シェア率88%を占めた。

## 商品展開
マレーシアのフレイザー・アンド・ニーヴ社公式サイトによる。
- 100PLUS オリジナル味
- 100PLUS タンジータンジェリン味
- 100PLUS レモンライム味
- 100PLUS アクティブ（Aqtiv）
- 100PLUS エッジ(無炭酸)[4]

## 日本国内で買えるお店
- マレーチャン